# Montezuma (Geòrgia)
Montezuma és una població dels Estats Units a l'estat de Geòrgia. Segons el cens del 2000 tenia 3.999 habitants.

## Demografia
Segons el cens del 2000, Montezuma tenia 3.999 habitants, 1.501 habitatges, i 1.050 famílies. La densitat de població era de 343,1 habitants/km².
Dels 1.501 habitatges en un 34,3% hi vivien nens de menys de 18 anys, en un 36,7% hi vivien parelles casades, en un 29,8% dones solteres, i en un 30% no eren unitats familiars. En el 27,4% dels habitatges hi vivien persones soles el 13,1% de les quals corresponia a persones de 65 anys o més que vivien soles. El nombre mitjà de persones vivint en cada habitatge era de 2,6 i el nombre mitjà de persones que vivien en cada família era de 3,2.
Per edats la població es repartia de la següent manera: un 29,1% tenia menys de 18 anys, un 9,8% entre 18 i 24, un 24,1% entre 25 i 44, un 22,3% de 45 a 60 i un 14,8% 65 anys o més.
L'edat mediana era de 36 anys. Per cada 100 dones de 18 o més anys hi havia 74,7 homes.
La renda mediana per habitatge era de 23.022 $ i la renda mediana per família de 27.469 $. Els homes tenien una renda mediana de 26.226 $ mentre que les dones 16.995 $. La renda per capita de la població era de 12.168 $. Entorn del 21,8% de les famílies i el 25,6% de la població estaven per davall del llindar de pobresa.

## Poblacions més properes
El següent diagrama mostra les poblacions més properes.